# 珍珠豆娘魚
珍珠豆娘魚（學名：Abudefduf margariteus），為輻鰭魚綱鱸形目隆頭魚亞目雀鯛科的其中一種。分布於西印度洋模里西斯及法屬留尼旺海域，深度2-8公尺，本魚體呈成橢圓形且側扁，體側具有6條深色橫帶，尾鰭叉形，胸鰭基部有一黑斑，活體時身體有數列帶藍色的圓點，背鰭硬棘13枚、背鰭軟條13枚、臀鰭硬棘2枚、臀鰭軟條13-14枚，體長可達16公分，棲息珊瑚礁區，生活習性不明。